# Umvolkung
„Umvolkung“ (oder auch „Ethnomorphose“) ist ein Begriff aus der nationalsozialistischen Volkstumspolitik, der in den eroberten Ostgebieten beim Gewinn von Lebensraum im Osten zum Tragen kam und in engstem Zusammenhang mit dem Generalplan Ost steht. Er meinte einerseits die Re-Germanisierung von Volksdeutschen, die sich in der slawischen Umgebung dem „Deutschtum“ noch nicht ganz entfremdet hatten, und andererseits die Umsiedlung bestimmter Volksgruppen in ihnen neu zuzuweisende Gebiete, um in voneinander klar abgegrenzten Räumen ethnische Einheitlichkeit anzustreben und das „staatskolonialistische Siedlungsprojekt“ (Jürgen Osterhammel, 2009) des „Großdeutschen Reichs“ mit Grenzen am Ural zu verwirklichen.
Heute wird der Begriff in Kontinuität völkischer Denkmuster von rechtsextremen und rechtspopulistischen Gruppierungen genutzt, um den Multikulturalismus zu diffamieren und den wachsenden Anteil von Nicht-Deutschstämmigen – also sowohl Ausländern als auch Deutschen mit Migrationshintergrund – als angebliches Problem darzustellen. Umvolkung ist in diesem Kontext die Kurzformel für eine Verschwörungserzählung, nach der nicht näher definierte „Eliten“ die „autochthone Bevölkerung“  durch angeblich gefügigere Menschen aus anderen Kulturkreisen ersetzen wollen.
Sprachkritisch wurde der Begriff Umvolkung erstmals von dem im NS-Staat mit Berufsverbot belegten Romanisten Victor Klemperer betrachtet. Er analysierte das Vokabular des NS-Regimes, und seine Untersuchungen fanden Eingang in das Wörterbuch des Unmenschen von Dolf Sternberger und Wilhelm Emanuel Süskind.

## Entstehung und Hintergrund
Umvolkung oder Ethnomorphose greift mithin extrem nationalistisch-rassistische bis protofaschistische Ideen auf, die bereits im Alldeutschen Verband im Kaiserreich vertreten wurden, sich dann aber ab 1916 programmatisch im Ersten Weltkrieg in der Deutschen Vaterlandspartei erschreckend konkretisierten und ab 1917 in der Ansiedlung deutscher Soldaten als Wehrbauern in Ober Ost durch General Erich Ludendorff in Ostpolen niederschlugen.
Frühe Erwähnung findet die Bezeichnung 1925 durch Karl Christian von Loesch in seinem Beitrag Eingedeutschte, Entdeutschte und Renegaten. Darin steht sie im Zusammenhang mit der nationalstaatlichen Beunruhigung, dass seit der Reichsgründung 1871, vor allem aber durch die Verkleinerung Deutschlands durch die territorialen Bestimmungen des Friedensvertrages von Versailles die Zahl der außerhalb der Reichsgrenzen lebenden Deutschen, die im Unterschied zu den Reichsdeutschen Volksdeutsche genannt wurden, erheblich angewachsen war. Diese Beunruhigung fand ihren deutlichsten Ausdruck nach den Staatsgründungen Polens und der Tschechoslowakei, auf deren Gebieten erhebliche deutsche Minderheiten lebten, die aufgrund geografischer Gegebenheiten oder machtpolitischer Interessen und der damit verbundenen Trennung vom Reichsgebiet vom Selbstbestimmungsrecht der Völker ausgeschlossen blieben. Gleichzeitig stellten sie durch ihre Anwesenheit und das Bestehen auf Eigenständigkeit das Prinzip der ethnischen Homogenität in den neuen Staaten in Frage. Die Ostforschung sah in der Weimarer Republik in dieser Eigenständigkeit ein wichtiges Element der Voraussetzungen für die „Germanisierung des Ostraumes“, um durch wissenschaftliche Sondierung in der Volks- und Kulturbodenforschung die Umvolkung vorzubereiten. Der Begriff selbst stammt u. a. von Albert Brackmann. Er sah die Umvolkung im Sinne einer Germanisierung bzw. „Eindeutschung“ deutschfreundlicher Bevölkerungsgruppen in den eroberten Ostgebieten und die Zuweisung von bestimmten Völkern in ihnen angemessene Siedlungsräume als Ziel der von ihm geleiteten Nord- und Ostdeutschen Forschungsgemeinschaft (NOFG). Geprägt von der Tradition des Nationalismus, Imperialismus und Antisemitismus, definierte Brackmann den Begriff der Umvolkung als bewusste Germanisierung osteuropäischer Gebiete als Gewinnung neuen Lebensraumes. Damit war auch die Verbreitung deutscher Kultur gemeint, vor allem jedoch die Verdrängung vermeintlich unterlegener, bewusst herabgesetzter Ethnien wie Slawen oder – obschon es sich hier ja nur um eine Religionsgemeinschaft handelt – des östlichen Judentums.
In der Zeit des Nationalsozialismus wurde der Begriff zum einen in der Bedeutung Assimilation verwendet, zum anderen im Sinne von Eindeutschung oder Germanisierung. Im erstgenannten Sinn wurde etwa bei Auslandsdeutschen eine Umvolkung, das heißt eine kulturelle Anpassung an die Kultur des Gastlandes, befürchtet, wenn die Kinder von nichtdeutschen Dienstmädchen erzogen wurden. Im zweitgenannten Sinne wurde der Begriff auf die geplante Germanisierung eroberter Gebiete wie des Protektorats Böhmen und Mähren angewendet. Der Begriff Umvolkung ist ohne den Rassegedanken nicht zu verstehen. Ohne eine erkennbare, sinnvolle Definition von Rasse bleibt aber auch der Begriff Umvolkung inhaltsleer.
Das Buch Das Phantom „Rasse“ schreibt dazu: „Das Rassenkonzept ist ein künstliches und bildgewaltiges Ordnungssystem. Es existiert nicht in der Natur, aber es wirkt als soziale Realität. Die Konstruktion von Rassen ist das Ergebnis von Rassismus, nicht seine Grundlage. Rassenidee und Rassenbilder, die seit Jahrhunderten in Wissenschaft, Politik und Alltag reproduziert werden, kombinieren körperliche Merkmale mit sozialen und kulturellen Mustern und behaupten, Menschen so eindeutig zuordnen zu können. Dass die gewählten Kriterien mitunter willkürlich wechseln, ist in diesen Bildern nicht sichtbar.“
Nach Abschluss des Hitler-Stalin-Paktes wurden zunächst unter der Parole „Heim ins Reich“ bis 1940 etwa 1 Million Volksdeutsche aus Gebieten, die an die Sowjetunion fallen sollten, in von Deutschland besetzten Gebieten umgesiedelt. Die Vorarbeiten der Ostforschung fanden danach ihren Niederschlag, in dem 1940 in Angriff genommenen Generalplan Ost und der in ihm vorgesehenen Umvolkung in den eroberten Gebieten. Er erstreckte sich im Planungsentwurf vom 23. Dezember 1942 auf Wunsch Himmlers auch auf das Protektorat Böhmen und Mähren, das CdZ-Gebiet Elsass, das CdZ-Gebiet Untersteiermark und das CdZ-Gebiet Kärnten und Krain. Erste Umvolkungsaktionen betrafen die „eingegliederten Ostgebiete“ (vgl. Reichsgaue Wartheland und Danzig-Westpreußen) mit der Ansiedlung von „Volksdeutschen“ anstelle der ins „Generalgouvernement“ vertriebenen und als rechtlos oder „sonderrechtlich“ behandelten polnischen Bevölkerung, für die eine Kolonialverwaltung etabliert wurde. Der sonderrechtliche Umgang mit den „Fremdvölkischen“ umfasste neben Versklavung auch die Möglichkeit der Eintragung in die „Deutsche Volksliste“.
Spätere Aktionen mit umfangreichen Umvolkungen waren die Aktion Zamość und der zwischen Herbst 1942 und Ende 1943 in Hegewald bei Schytomyr um Heinrich Himmlers Hauptquartier herum unternommene „germanisierende“ Ansiedlungsversuch: Nach der Vertreibung von 15.000 Ukrainern wurden 10.000 Volksdeutsche an ihrer statt angesiedelt. Bereits nach kurzer Zeit wurde festgestellt, dass der Plan Himmlers, die Volksdeutschen aus den verschiedenen Teilen Osteuropas durch Umvolkung innerhalb weniger Jahre zu „wehrhaften germanischen Siedlern“ zu verschmelzen, nicht einzuhalten war. Zwischen den neu angesiedelten, verschiedenen Gruppen der Volksdeutschen bestanden große Unterschiede in ihren kulturellen Eigenarten und Zukunftsvorstellungen.

## Aktuelle Verwendung
Im Jahre 1929 veröffentlichte der Bevölkerungswissenschaftler Friedrich Burgdörfer die Schrift Der Geburtenrückgang und seine Bekämpfung – Die Lebensfrage des deutschen Volkes. Darin charakterisierte er die Umvolkung als eine Gefahr für die deutsche Bevölkerung infolge von Geburtenmangel und „volksfremder“ Siedlungspolitik.
In dieser Definition wurde die Bezeichnung Umvolkung von rechtsextremen, neurechten und rechtspopulistischen Gruppen und Personen aufgegriffen und als Kurzformel für eine in ihren Kreisen weit verbreitete Verschwörungserzählung genutzt. Danach gebe es eine gezielte Überfremdung Deutschlands und Europas durch zu viele Einwanderer und deren angeblich höhere Geburtenrate sowie durch angeblich zu viele Einbürgerungen. Die Idee hat sich in der extremen Rechten der Weimarer Republik, in der Gewinnung von Lebensraum im Nationalsozialismus fortgesetzt und findet heute wieder Eingang in die Sprache der AfD. Unter anderem verbreitet der AfD-Politiker Alexander Gauland die Verschwörungserzählung: „Es ist der Versuch, das deutsche Volk allmählich zu ersetzen durch eine aus allen Teilen dieser Erde herbeigekommene Bevölkerung.“
Im Grundsatzprogramm der AfD heißt es dazu, dass die Asylpolitik und deren massenhafter Missbrauch „zu einer rasanten, unaufhaltsamen Besiedlung Europas, insbesondere Deutschlands, durch Menschen aus anderen Kulturen und Weltteilen“ führt.
Im Zusammenhang mit dem von der UNO beschlossenen Migrationspakt behaupten rechte Politiker, dass die UNO damit eine Umvolkung erreichen wolle. Die AfD-Vorsitzende Alice Weidel warnte vor einem geplanten „Umsiedlungsprogramm, das in Europa keinen Stein mehr auf dem anderen lässt!“
Der rechtspopulistische Autor Akif Pirinçci behauptete in seinem 2016 vom rechten Antaios Verlag veröffentlichten Buch Umvolkung: Wie die Deutschen still und leise ausgetauscht werden: „Der Humanismus à la weltfremder Willkommenskultur ist die erste Lügenfassade, die eingerissen werden muss, wenn wir uns als Deutsche behaupten und nicht in Kauf nehmen wollen, dass wir in einem orientalischen Basar aufgehen und schließlich als Land und Volk von der Erdoberfläche verschwinden!“
Das Landesamt für Verfassungsschutz Nordrhein-Westfalen stellt 2018 fest:

„Derzeit verwenden den Begriff Rechtsextremisten, um ihre fremdenfeindlichen Positionen zu verbreiten. Sie wollen den Eindruck erwecken, dass durch Einwanderung eine ethnisch homogene Bevölkerungsgruppe durch eine andere ethnisch homogene Bevölkerungsgruppe vertrieben würde.“

In Österreich wurde Umvolkung wiederholt seit den 1990ern von FPÖ-Funktionären wie Andreas Mölzer, John Gudenus oder dem ehemaligen Nationalratsabgeordneten Franz Lafer verwendet. Lafers Äußerung zu dem damals neu verfassten Einbürgerungsrecht und der hohen Ausländergeburtenrate: „Ich möchte fast behaupten, das gleicht schon einer Umvolkung“. 2013 sprach der FPÖ-Politiker Karl Schnell im Wahlkampf zur Landtagswahl in Salzburg 2013 von einer Umvolkung. Im April 2025 verwendete FPÖ-Mandatar Peter Wurm den Begriff im Nationalrat – für zusätzliche Aufregung sorgte, dass der ebenfalls der FPÖ angehörige vorsitzende Nationalratspräsident Walter Rosenkranz sich weigerte, seinem Parteikollegen dafür einen "Ordnungsruf" zu erteilen und sich nach Protesten aus allen anderen Parteien mit der "Zurücknahme" des Begriffs durch Wurm begnügte.
In Deutschland verwendete die damalige CDU-Bundestagsabgeordnete Bettina Kudla den Begriff 2016 zustimmend auf Twitter.
Die rechtspopulistische Publizistin Eva Herman verbreitete 2015 in einem Beitrag zur Zeitschrift Compact die Verschwörungstheorie, die Flüchtlingskrise sei das Werk geheimer Eliten, die eine Umvolkung oder eine Zerstörung der Werte des christlichen Abendlandes im Schilde führten. Der AfD-Bundestagsabgeordnete Tino Chrupalla rief im März 2018 bei einer Parteifeier dazu auf, den Begriff im Kontext der deutschen Familienpolitik zu verwenden.
Von Umvolkung sprechen auch AfD-Bundestagsabgeordnete, wie z. B. Heiko Heßenkemper, der Sprecher der Landesgruppe Sachsen. Sie reden von einem „Bevölkerungsaustausch“, für den die UN und deutsche Regierungsorgane angeblich werben. Das sind deutliche Merkmale für extremistische Einstellungen. Der Extremismusforscher Steffen Kailitz urteilt im August 2018, der Verfassungsschutz blendet den bedeutendsten Teil der Identitären Bewegung aus, nämlich einen AfD-Flügel in Sachsen, der diese Begriffe propagiere. Bei diesem völkisch-nationalen Flügel ist laut Kailitz „eindeutig die Grenze zum Rechtsextremismus überschritten“. Eine Arbeitsgruppe um den AfD-Bundestagsabgeordneten Roland Hartwig, die Empfehlungen erarbeiten sollte, wie die AfD eine Beobachtung durch den Verfassungsschutz vermeiden könne, riet, im öffentlichen Sprachgebrauch künftig auf „‚extremistische Reizwörter‘ wie ‚Umvolkung‘, ‚Überfremdung‘, ‚Volkstod‘ oder ‚Umerziehung‘“ zu verzichten.
In den Niederlanden wurde der Begriff ("omvolking") durch Mitglieder der rechtsradikalen Partij voor de Vrijheid (PVV) verwendet, so etwa durch die seit Juli 2024 amtierende Ministerin für Asyl und Migration Marjolein Faber.